# Hemerocallis yezoensis
Hemerocallis yezoensis là một loài thực vật có hoa trong họ Thích diệp thụ. Loài này được H.Hara miêu tả khoa học đầu tiên năm 1938.